# مسجد ملا مصطفى
مسجد ملا مصطفى هو مسجد يقع في باختشيساراي، في شبه جزيرة القرم.